# Rokský průsmyk
Rokský průsmyk (gruzínsky როკის უღელტეხილი, Rokis ugeltechili, rusky Рокский перевал, Rokskij pereval) je průsmyk mezi Gruzií a Ruskem překračující hlavní hřeben Velkého Kavkazu v nadmořské výšce 2 995 m mezi horami Sochs (rusky Сохс, 3 106 m n. m. na západní straně průsmyku) a Reza choch (rusky Резахох, Реза-хох, Реза, 3 285 m n. m. na východní straně). Průsmyk propojuje řeku Zachcha (rusky Закка, osetsky Захъхъайы дон) a soutěsku Sanat (rusky Санат) na severu s údolím řeky Rokdon (gruzínsky როკიდონი, osetsky Ручъы дон) a osadou Vrchní Rok (gruzínsky ზემო როკა, Zemi Roki, osetsky Уæллаг Рукъ) na jihu.
V 50. letech 20. století byla průsmykem zřízena turistická stezka "celosovětského významu" v 1. kategorii obtížnosti. Počátečním bodem byl Vladikavkaz, stezka procházela městy Alagir, Cej, Zaramag do Rokského průsmyku a přes Džavu končila v Gori.
V roce 1985 byl na západní straně průsmyku horou Sochs proražen Rokský tunel, kterým prochází transkavkazská magistrála.